# Población de Abajo
Población de Abajo es una localidad del municipio de Valderredible (Cantabria, España). Está localizada a 895 m s. n. m., y dista 8 km de la capital municipal, Polientes. En el año 2024 contaba con una población de 6 habitantes (INE).

## Paisaje y naturaleza
La localidad extiende su casco urbano por un colladío desde el que se tienen muy buenas vistas de los montes matorrizos, en especial de los cantiles rocosos del páramo de La Lora, en la zona de Bricia, y del primer tramo del cañón que forma el Ebro al atravesarlos.

## Patrimonio histórico
Se conservan buenas muestras de arquitectura popular. La iglesia de San Pelayo es un ejemplo sencillo del arte barroco en su versión rural, en la que destaca una pequeña pieza de piedra, “la torta”, que se sitúa en la espadaña.